# Robert II de La Marck
Pour les articles homonymes, voir Robert II et Robert de La Marck (homonymie).
Robert II (1468 † novembre 1536 - château de Sedan), duc de Bouillon, seigneur de Sedan, de Saulcy, de Dun, de Jametz et seigneur de Florange. Il est le fils de Robert Ier de La Marck et de Jeanne de Marley (1445 † 1500), dame de Saulcy.

## Biographie
Neveu du comte Guillaume de La Marck, le fameux "Sanglier des Ardennes", et frère d'Erard de La Marck, cardinal de Bouillon, Robert entre dans l'armée française au service de Louis XII. Dans sa jeunesse, il combat les partisans de Jean de Hornes, prince-évêque de Liège. Par la suite, il est présent à la Bataille de Novare (1513), où il sauve ses fils aînés mais est grièvement blessé. En 1518, il quitte le service du roi de France à la suite de la dissolution de sa compagnie de lances, accusée de pillages. Dans le conflit qui oppose la France à l'Espagne et à l'Autriche, il s'allie à Charles-Quint dans un premier temps, avant de se réconcilier avec François Ier, ce qui lui vaut d'être chassé de ses terres par Charles-Quint, puis rétabli lors du Traité de Madrid (1526) par le roi de France. En 1521, il assiège Virton, ce qui déclenche la guerre de Quatre ans.
Il épouse en 1490 Catherine de Croÿ, fille de Philippe, comte de Chimay et sœur de Charles de Croÿ-Chimay, dont il a 8 enfants :
- Robert III de La Marck duc de Bouillon, qui épouse Guillemette de Sarrebruck ;
- Guillaume, seigneur de Jametz (†1529), qui épouse en 1519 Madeleine (veuve de Georges de La Trémoille, fils de Georges Ier ; se remarie à Gilles de Linières), fille de François seigneur d'Azay, sans enfants ;
- Jean, seigneur de Jametz (1497 † juin 1560), qui épouse Hélène de Bissipat. Ils sont les grands-parents de Diane de Dommartin ;
- Antoine († 1528), abbé de l'abbaye de Beaulieu ;
- Philippe, chanoine et archidiacre de l'église de Liège ;
- Jacques[2] ;
- Philippine, qui épousa Renaud III de Brederode.
- Jacqueline, religieuse.

Catherine de Croy fonde l'hôpital de Sedan en 1521. L'officier de son sceau est Petit Jehan de Florange.
Robert II meurt à la fin du mois de novembre 1536, suivi de son épouse en 1544. Ils sont tous deux enterrés à l'église Saint Laurent de Sedan.